# Президентские выборы в Болгарии (2021)
Президентские выборы 2021 года в Болгарии прошли в двух турах 14 ноября одновременно с парламентскими выборами (первый тур) и 21 ноября (второй тур), когда осталось только двое кандидатов. После двух туров Румен Радев одержал победу, став президентом на второй срок. Его заместителем стала Илияна Йотова.

## Кандидаты

### Кандидаты, публично заявившие своё намерение
| Имя, возраст и партия кандидата                                                     | Имя, возраст и партия кандидата | Имя, возраст и партия кандидата | Подкрепление | Подкрепление | Подкрепление  | Должности, занимающиеся кандидатом | Детали |
| ----------------------------------------------------------------------------------- | ------------------------------- | ------------------------------- | ------------ | ------------ | ------------- | --- | --- |
| Румен Радев (58 лет) Независимый Илияна Йотова (57 лет) Независимая                 |                                 | Румен Радев                     |              | ЕТН          | [ 1 ]         | Президент Болгарии (2017 —) Другое - Начальник штаба авиабазы Граф-Игнатиево с 2000 по 2005 года - Командир авиабазы Граф-Игнатиево с 2005 по 2009 года - Заместитель начальника штаба по подготовке военно-воздушных сил с 2009 по 2014 года - Командир Военно-воздушных сил с 2014 по 2016 года | Заявил о своих намерениях баллотироваться на второй президентский срок вместе с Илияной Йотовой в качестве вице-президента 1 февраля 2021 Поддержка его кандидатуры со стороны коалиции Вместе за перемены была отозвана 10 сентября 2021 |
| Румен Радев (58 лет) Независимый Илияна Йотова (57 лет) Независимая                 |                                 | Румен Радев                     | ИС.БГ        | [ 4 ]        |               | Президент Болгарии (2017 —) Другое - Начальник штаба авиабазы Граф-Игнатиево с 2000 по 2005 года - Командир авиабазы Граф-Игнатиево с 2005 по 2009 года - Заместитель начальника штаба по подготовке военно-воздушных сил с 2009 по 2014 года - Командир Военно-воздушных сил с 2014 по 2016 года | Заявил о своих намерениях баллотироваться на второй президентский срок вместе с Илияной Йотовой в качестве вице-президента 1 февраля 2021 Поддержка его кандидатуры со стороны коалиции Вместе за перемены была отозвана 10 сентября 2021 |
| Румен Радев (58 лет) Независимый Илияна Йотова (57 лет) Независимая                 |                                 | Румен Радев                     | МИР          | [ 5 ]        |               | Президент Болгарии (2017 —) Другое - Начальник штаба авиабазы Граф-Игнатиево с 2000 по 2005 года - Командир авиабазы Граф-Игнатиево с 2005 по 2009 года - Заместитель начальника штаба по подготовке военно-воздушных сил с 2009 по 2014 года - Командир Военно-воздушных сил с 2014 по 2016 года | Заявил о своих намерениях баллотироваться на второй президентский срок вместе с Илияной Йотовой в качестве вице-президента 1 февраля 2021 Поддержка его кандидатуры со стороны коалиции Вместе за перемены была отозвана 10 сентября 2021 |
| Румен Радев (58 лет) Независимый Илияна Йотова (57 лет) Независимая                 |                                 | Румен Радев                     | БСП          | [ 6 ]        |               | Президент Болгарии (2017 —) Другое - Начальник штаба авиабазы Граф-Игнатиево с 2000 по 2005 года - Командир авиабазы Граф-Игнатиево с 2005 по 2009 года - Заместитель начальника штаба по подготовке военно-воздушных сил с 2009 по 2014 года - Командир Военно-воздушных сил с 2014 по 2016 года | Заявил о своих намерениях баллотироваться на второй президентский срок вместе с Илияной Йотовой в качестве вице-президента 1 февраля 2021 Поддержка его кандидатуры со стороны коалиции Вместе за перемены была отозвана 10 сентября 2021 |
| Румен Радев (58 лет) Независимый Илияна Йотова (57 лет) Независимая                 |                                 | Румен Радев                     | Вольт        | [ 7 ]        |               | Президент Болгарии (2017 —) Другое - Начальник штаба авиабазы Граф-Игнатиево с 2000 по 2005 года - Командир авиабазы Граф-Игнатиево с 2005 по 2009 года - Заместитель начальника штаба по подготовке военно-воздушных сил с 2009 по 2014 года - Командир Военно-воздушных сил с 2014 по 2016 года | Заявил о своих намерениях баллотироваться на второй президентский срок вместе с Илияной Йотовой в качестве вице-президента 1 февраля 2021 Поддержка его кандидатуры со стороны коалиции Вместе за перемены была отозвана 10 сентября 2021 |
| Румен Радев (58 лет) Независимый Илияна Йотова (57 лет) Независимая                 |                                 | Румен Радев                     | ПП           | [ 8 ]        |               | Президент Болгарии (2017 —) Другое - Начальник штаба авиабазы Граф-Игнатиево с 2000 по 2005 года - Командир авиабазы Граф-Игнатиево с 2005 по 2009 года - Заместитель начальника штаба по подготовке военно-воздушных сил с 2009 по 2014 года - Командир Военно-воздушных сил с 2014 по 2016 года | Заявил о своих намерениях баллотироваться на второй президентский срок вместе с Илияной Йотовой в качестве вице-президента 1 февраля 2021 Поддержка его кандидатуры со стороны коалиции Вместе за перемены была отозвана 10 сентября 2021 |
| Румен Радев (58 лет) Независимый Илияна Йотова (57 лет) Независимая                 |                                 | Румен Радев                     | АБВ          | [ 9 ]        |               | Президент Болгарии (2017 —) Другое - Начальник штаба авиабазы Граф-Игнатиево с 2000 по 2005 года - Командир авиабазы Граф-Игнатиево с 2005 по 2009 года - Заместитель начальника штаба по подготовке военно-воздушных сил с 2009 по 2014 года - Командир Военно-воздушных сил с 2014 по 2016 года | Заявил о своих намерениях баллотироваться на второй президентский срок вместе с Илияной Йотовой в качестве вице-президента 1 февраля 2021 Поддержка его кандидатуры со стороны коалиции Вместе за перемены была отозвана 10 сентября 2021 |
| Румен Радев (58 лет) Независимый Илияна Йотова (57 лет) Независимая                 |                                 | Румен Радев                     | Д21          | [ 10 ]       |               | Президент Болгарии (2017 —) Другое - Начальник штаба авиабазы Граф-Игнатиево с 2000 по 2005 года - Командир авиабазы Граф-Игнатиево с 2005 по 2009 года - Заместитель начальника штаба по подготовке военно-воздушных сил с 2009 по 2014 года - Командир Военно-воздушных сил с 2014 по 2016 года | Заявил о своих намерениях баллотироваться на второй президентский срок вместе с Илияной Йотовой в качестве вице-президента 1 февраля 2021 Поддержка его кандидатуры со стороны коалиции Вместе за перемены была отозвана 10 сентября 2021 |
| Румен Радев (58 лет) Независимый Илияна Йотова (57 лет) Независимая                 |                                 | Румен Радев                     | ССД          | [ 11 ]       |               | Президент Болгарии (2017 —) Другое - Начальник штаба авиабазы Граф-Игнатиево с 2000 по 2005 года - Командир авиабазы Граф-Игнатиево с 2005 по 2009 года - Заместитель начальника штаба по подготовке военно-воздушных сил с 2009 по 2014 года - Командир Военно-воздушных сил с 2014 по 2016 года | Заявил о своих намерениях баллотироваться на второй президентский срок вместе с Илияной Йотовой в качестве вице-президента 1 февраля 2021 Поддержка его кандидатуры со стороны коалиции Вместе за перемены была отозвана 10 сентября 2021 |
| Румен Радев (58 лет) Независимый Илияна Йотова (57 лет) Независимая                 |                                 | Румен Радев                     | ОБТ          | [ 12 ]       |               | Президент Болгарии (2017 —) Другое - Начальник штаба авиабазы Граф-Игнатиево с 2000 по 2005 года - Командир авиабазы Граф-Игнатиево с 2005 по 2009 года - Заместитель начальника штаба по подготовке военно-воздушных сил с 2009 по 2014 года - Командир Военно-воздушных сил с 2014 по 2016 года | Заявил о своих намерениях баллотироваться на второй президентский срок вместе с Илияной Йотовой в качестве вице-президента 1 февраля 2021 Поддержка его кандидатуры со стороны коалиции Вместе за перемены была отозвана 10 сентября 2021 |
| Румен Радев (58 лет) Независимый Илияна Йотова (57 лет) Независимая                 |                                 | Румен Радев                     | ПДСД         | [ 13 ]       |               | Президент Болгарии (2017 —) Другое - Начальник штаба авиабазы Граф-Игнатиево с 2000 по 2005 года - Командир авиабазы Граф-Игнатиево с 2005 по 2009 года - Заместитель начальника штаба по подготовке военно-воздушных сил с 2009 по 2014 года - Командир Военно-воздушных сил с 2014 по 2016 года | Заявил о своих намерениях баллотироваться на второй президентский срок вместе с Илияной Йотовой в качестве вице-президента 1 февраля 2021 Поддержка его кандидатуры со стороны коалиции Вместе за перемены была отозвана 10 сентября 2021 |
| Цвета Кирилова Независимая Георги Тутанов Независимый                               |                                 |                                 |              | -            | [ 14 ]        | - | Заявила о своей кандидатуре 21 августа 2021 |
| Александр Томов (67 лет) БСД Лычезар Аврамов (69 лет) БСД                           |                                 | Томов                           |              | ВЗП          | [ 15 ]        | Заместитель председателя на Министерского совета (1990—1991) Другое - Депутат | Заявил о своей кандидатуре 10 сентября 2021 |
| Йоло Денев (81 год) Независимый Марио Филев Независимый                             |                                 | Йоло Денев                      |              | -            | [ 16 ]        | - | Заявил о своей кандидатуре 21 сентября 2021 |
| Костадин Костадинов (42 года) Возрождение Елена Гунчева (50 лет) Возрождение        |                                 | Костадинов                      |              | Возрождение  | [ 17 ]        | Городской советник Варны (2019 — на данный момент) Другое - Директор Регионального исторического музея (Добрич) с 2013 по 2017 года | Заявил о своей кандидатуре 22 сентября 2021 |
| Луна Йорданова (50 лет) Независимая Иглена Илиева Независимая                       |                                 |                                 |              | -            | [ 18 ] [ 19 ] | - | Заявила о своей кандидатуре 27 сентября 2021 |
| Волен Сидеров (65 лет) Атака Магдалена Ташева (68 лет) Атака                        |                                 | Волен Сидеров                   |              | Атака        | [ 20 ]        | Депутат Другое - Городской советник Столичной общины с 2019 по 2021 года | Заявил о своей кандидатуре 29 сентября 2021 |
| Николай Малинов (53 года) Русофилы за Возрождение Отечества Светлана Косева         |                                 | Николай Малинов                 |              | РВО          | [ 21 ]        | Депутат | Заявил о своей кандидатуре 29 сентября 2021 |
| Светослав Витков (50 лет) Голос Народный Веселин Белоконски (47 лет) Голос Народный |                                 |                                 |              | ГН           | [ 22 ]        | Городской советник в Столичной (2015—2019) | Заявил о своей кандидатуре 30 сентября 2021 |
| Анастас Герджиков (58 лет) Независимый Невяна Митева-Матеева (51 год) Независимая   |                                 | безрамка                        |              | ГЕРБ         | [ 23 ]        | Ректор Софийского университета (2015 г. — до момента) Другое - Заместитель министра образования с 2001 по 2003 года | Заявил о своей кандидатуре 1 октября 2021 |
| Анастас Герджиков (58 лет) Независимый Невяна Митева-Матеева (51 год) Независимая   |                                 | безрамка                        | СДС          | [ 24 ]       |               | Ректор Софийского университета (2015 г. — до момента) Другое - Заместитель министра образования с 2001 по 2003 года | Заявил о своей кандидатуре 1 октября 2021 |
| Анастас Герджиков (58 лет) Независимый Невяна Митева-Матеева (51 год) Независимая   |                                 | безрамка                        | БЗНС         | [ 25 ]       |               | Ректор Софийского университета (2015 г. — до момента) Другое - Заместитель министра образования с 2001 по 2003 года | Заявил о своей кандидатуре 1 октября 2021 |
| Анастас Герджиков (58 лет) Независимый Невяна Митева-Матеева (51 год) Независимая   |                                 | безрамка                        | ДГД          | [ 26 ]       |               | Ректор Софийского университета (2015 г. — до момента) Другое - Заместитель министра образования с 2001 по 2003 года | |
| Лозан Панов (50 лет) Независимый Мария Касимова-Моасе (52 года) Независимая         |                                 |                                 |              | ДБ           | [ 27 ]        | Председатель Верховного кассационного суда (2015 — на данный момент) | Заявил о своей кандидатуре 1 октября 2021 |
| Валерий Симеонов (66 лет) НФСБ Цветан Манчев (56 лет) БДС «Радикалы»                |                                 | Валери Симеонов                 |              | НФСБ         | [ 28 ]        | Заместитель председателя Министерского совета (2017—2018) Другое - Депутат | Заявил о своей кандидатуре 2 октября 2021 |
| Валерий Симеонов (66 лет) НФСБ Цветан Манчев (56 лет) БДС «Радикалы»                | БНДС                            | Валери Симеонов                 |              |              | [ 28 ]        | Заместитель председателя Министерского совета (2017—2018) Другое - Депутат | Заявил о своей кандидатуре 2 октября 2021 |
| Валерий Симеонов (66 лет) НФСБ Цветан Манчев (56 лет) БДС «Радикалы»                | БДСР                            | Валери Симеонов                 |              |              | [ 28 ]        | Заместитель председателя Министерского совета (2017—2018) Другое - Депутат | Заявил о своей кандидатуре 2 октября 2021 |
| Боян Расате (50 лет) БНС-НД Елена Ваташка БНС-НД                                    |                                 | Боян Расате                     |              | БНС-НД       | [ 28 ]        | - | Заявил о своей кандидатуре 2 октября 2021 |
| Мустафа Карадайы (51 год) ДПС Искра Михайлова (64 года) ДПС                         |                                 | Мустафа Карадайъ                |              | ДПС          | [ 29 ]        | Депутат | Заявил о своей кандидатуре 10 октября 2021 |
| Горан Благоев (54 года) РБ Ивелина Георгиева                                        |                                 |                                 |              | НОП          | [ 30 ]        | | Заявил о своей кандидатуре 10 октября 2021 |
| Милен Михов (60 лет) Мария Цветкова (46 лет)                                        |                                 |                                 |              | ВМРО-БНД     | [ 31 ]        | | Заявил о своей кандидатуре 10 октября 2021 |
| Примечание: Возраст определяется согласно дате объявления списка кандидатов от ЦИК. |                                 |                                 |              |              |               | | |

### Возможные кандидаты
| Имя              | Имя           | Партия | Профессия          | Занимающие общественные должности |
| ---------------- | ------------- | ------ | ------------------ | --- |
| Веселин Марешкий | [ 32 ]        | Воля   | бизнесмен, политик | - Городской советник Варны (2007—2011) - Заместитель председателя Общественного совета Варны (2007—2011) - Депутат (2017—2021) - заместитель председатель (2017—2021) |
| Станислав Недков | [ 33 ] [ 34 ] | -      | боец MMA           | - президент Болгарской федерации по смешанным боевым искусствам (2014 — на данный момент)                                                                             |

### Потенциальные кандидаты, отказавшиеся от участия
| Имя              | Имя           | Партия | Профессия | Занимающие общественные должностт |
| ---------------- | ------------- | ------ | --------- | --- |
| Бойко Борисов    | [ 35 ] [ 36 ] | ГЕРБ   | политик   | - главный секретарь МВД Болгарии (2001—2005) - шестидесятый мэр Софии (2005—2009) - председатель ГЕРБ (2006 — на данный момент) - премьер-министр (2009—2013, 2017—2021)                                                                                             |
| Николай Младенов | [ 37 ]        | ГЕРБ   | дипломат  | - Депутат (2001—2002) - Евродепутат в шестом Европейском парламенте (2007—2009) - Министр обороны (2009—2010) - Министр иностранных дел (2010—2013) - спец. координатор ООН за Ирак (2013—2015) - спец. координатор ООН за Ближневосточный мирный процес (2015—2020) |
| Слави Трифонов   | [ 38 ]        | ЕТН    | ведущий   | - председатель ЕТН (2020 — на данный момент) - Депутат (2021 г.) |
| Георгий Пырванов | [ 39 ]        | АБВ    | историк   | - депутат (1995—2001) - председатель БСП (1996—2001) - Третий президент Болгарии (2002—2012) - председатель АБВ (2014—2017) |
| Пётр Стоянов     | [ 40 ]        | -      | адвокат   | - Депутат (1995—1996, 2005—2007) - Второй президент Болгарии (1997—2002) |
| Росен Плевнелиев |               |        |           | |

## Социологические опросы
| Источник                                                                           | Дата            | Румен Радев | Анастас Герджиков | Мустафа Карадайы | Лозан Панов | Костадин Костадинов | Луна Йорданова | Милен Михов | Веселин Марешкий | Другие | Не поддерживаю никого |
| ---------------------------------------------------------------------------------- | --------------- | ----------- | ----------------- | ---------------- | ----------- | ------------------- | -------------- | ----------- | ---------------- | ------ | --------------------- |
| Gallup Архивная копия от 27 октября 2021 на Wayback Machine                        | 21 октября 2021 | 51.2 %      | 22.5 %            | 7.9 %            | 6.2 %       | 3.1 %               | -              | 1.6 %       | 1.1 %            | 3.7 %  | 2.7 %                 |
| Център за анализи и маркетинг Архивная копия от 29 октября 2021 на Wayback Machine | 14 октября 2021 | 49.5 %      | 22.3 %            | 9.1 %            | 7.5 %       | 1.7 %               | 1 %            | 0.7 %       | -                | -      | -                     |